# 红葡萄酒
红葡萄酒（法語：vin rouge），中文简稱红酒，是一種由紫色、黑色或者酒紅色果的葡萄酿造而成的酒精飲料，顏色呈現艷紅色、酒紅色、紫紅色和櫻桃粉，不透明和半透明的都有，是葡萄酒中最代表性的種類。
红葡萄酒可分为干红葡萄酒、半干红葡萄酒、甜红葡萄酒和半甜红葡萄酒。

## 健康及科學成因
红酒的颜色主要来自于葡萄皮中的花色素苷。由于在发酵制作过程中含有葡萄皮的成分，红葡萄酒有比白葡萄酒有更高的保健价值。 研究表明，摄入适量的红葡萄酒对健康有益。一部分原因是因为皮中含有儿茶素、白藜芦醇、單寧、等多酚物质。它们可能降低癌症的发病风险。

## 產地
| - 阿根廷 - 新西兰 - 智利 - 丹麦 - 法國 - 義大利 | - 黎巴嫩 - 西班牙 - 捷克 - 德国 - 南非 - 美国 |

## 部分紅葡萄酒例子
- 法國 薄酒萊葡萄酒
- 義大利 阿布魯佐的蒙特普爾恰諾
- 義大利 蒙達奇諾的布魯奈羅

## 不良反應
部分人群喝紅葡萄酒会比喝其他酒更容易頭痛，原因在于红葡萄酒中化学物质的含量不同，但具体的化学物质和机制仍不明确。